# سيسيل هوفمان
سيسيل هوفمان (بالإنجليزية: Cecil Hoffman)‏ هي ممثلة أمريكية، ولدت في 1963 في الولايات المتحدة.

## أعمال

### أفلام
- (1993) تومبستون
- (1994) ستارغيت[3][4][5]

## وصلات خارجية
- سيسيل هوفمان على موقع IMDb (الإنجليزية)
- سيسيل هوفمان على موقع قاعدة بيانات الفيلم (الإنجليزية)